# Dullay jezici
Dullay jezici, malena skupina afrazijskih jezika istočnokušitske skupine, koji se govore u Etiopiji zapadno od jezera Chamo. 
Predstavnici su: bussa [dox], 6.620 (1994 popis); gawwada [gwd], 32.700 (1994 popis); i tsamai [tsb], 8.620 (1994 census)

## Vanjske poveznice
- Ethnologue (14th)
- Ethnologue (15th)